# Иван Стоилковић
Иван Стоилковић (мкд. Иван Стоилковиќ, Куманово, 15. фебруар 1962) је политичар из Северне Македоније, председник Демократске партије Срба у Македонији, потпредседник Владе Северне Македоније и министар за односе међу заједницама Владе Северне Македоније и некадашњи посланик Собрања Северне Македоније.

## Биографија
Иван Стоилковић је рођен 15. фебруара 1962. године у Куманову. Завршио је основну школу и гимназију „Гоце Делчев” у Куманову. Након завршене гимназије уписује Правни факултет на Универзитету у Скопљу, смер политичко-управни. После завршених студија, од 1986. до 1990. године, био је председник Омладинског савета у Куманову. Основао је 1992. приватно грађевинско предузеће LAMAX CO у Куманову, чији је био директор до 2002. године. На другом конгресу Демократске партије Срба у Македонији, 15. децембра 2001. године, изабран је за председника странке, од 2002. године је посланик у Собрању Северне Македоније.
Добитник је бројних признања, међу којима су Злазна значка од Културно-просветне заједнице Србије и Министарства спољних послова Србије и Крста вожда Ђорђа Стратимировића од Центра за развој Шајкашке.